# Зубикарай, Эньяут
Эньяут Субикарай Гоньи (исп. Eñaut Zubikarai Goñi; 26 февраля 1984, Ондарроа, Бискайя, Страна Басков) — испанский футболист, вратарь.

## Биография
Эньяут родился в городе Ондарроа 26 февраля 1984 года. Футбольную карьеру Зубикарай начал в местном клубе с одноимённым названием. Затем играл в командах второго дивизиона. Так с 2003 по 2005 год вратарь выступает за «Реал Сосьедад B», потом сезон проводит за «Эйбар» и возвращается в «Реал Сосьедад B».
В 2008 году вратарь переходит в клуб испанской Сегунды «Реал Сосьедад». По результатам сезона 2009/10 команда вырывается из второго дивизиона в Ла Лигу. В Примере Эньяут дебютировал 10 апреля 2011 года в матче против «Бетиса», закончившемся вничью 1:1.

## Титулы
Реал Сосьедад
- Сегунда: 2009/10

Окленд Сити
- Победитель Лиги чемпионов ОФК: 2017.
- Чемпион Новой Зеландии по футболу (1): 2018.